# Trzyszcz górski

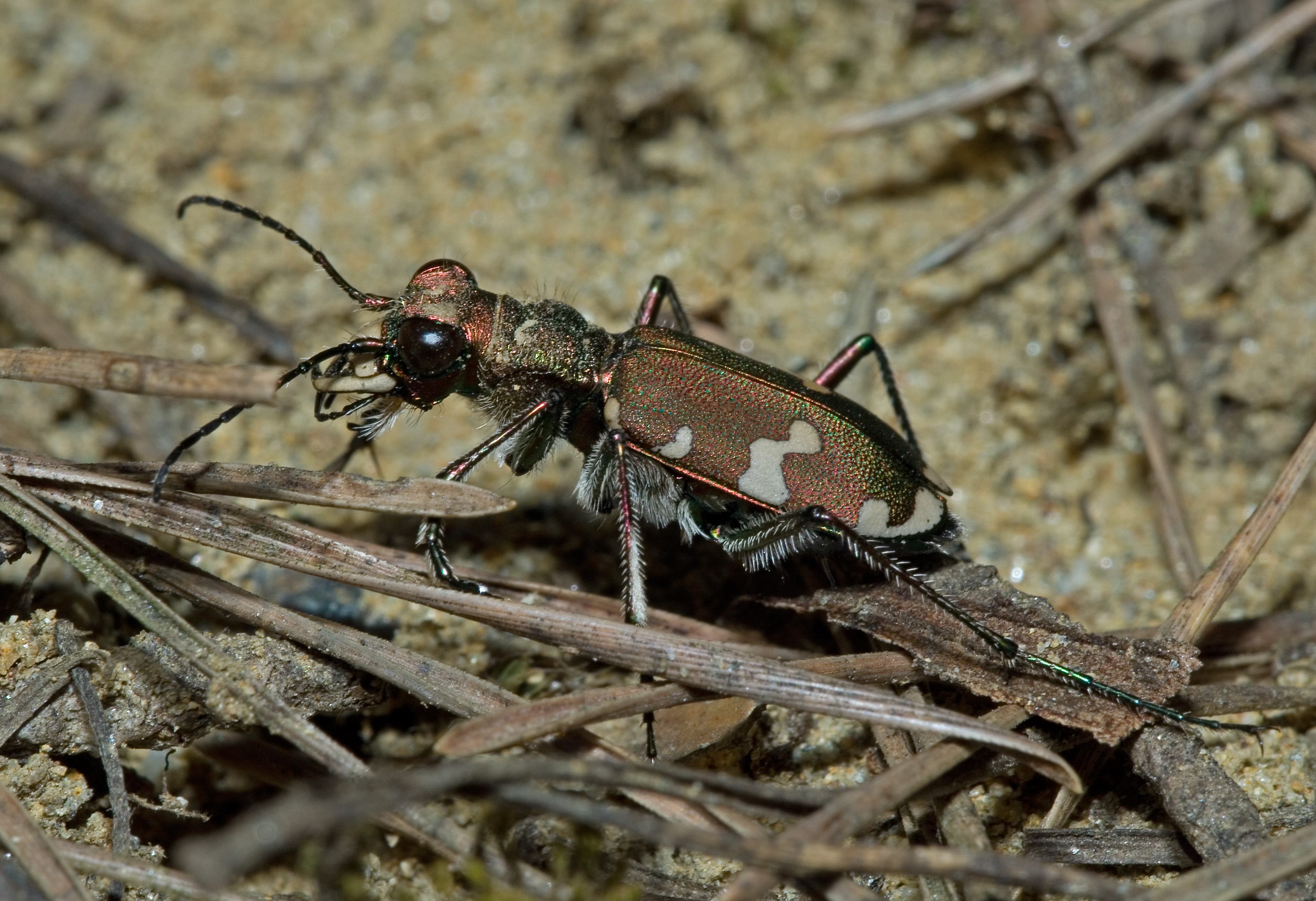
Trzyszcze górskie preferują suche podłoża jako teren szybkich łowów

Trzyszcz górski (Cicindela sylvicola) – gatunek drapieżnego chrząszcza z rodziny biegaczowatych (Carabidae), z podrodziny trzyszczowatych (Cicindelinae).

## Występowanie
Występuje w wielu krajach Europy, głównie na obszarach górskich i podgórskich od Francji i Belgii na zachodzie poprzez Niemcy i śródlądową część Włoch, kraje Europy Środkowej (w tym Polskę), po Macedonię Północną i Bułgarię na południowym wschodzie i poprzez Ukrainę po południową Rosję na wschodzie.
Pojawia się wczesną wiosną. Żyje na glebach piaszczystych, przede wszystkim na nasłonecznionych i suchych stanowiskach śródleśnych i górskich. W Polsce jest gatunkiem rzadkim, spotykanym w południowej części kraju.

## Wygląd i budowa
Jeden z większych europejskich przedstawicieli trzyszczowatych, osiąga długość 14–15 mm. Barwa grzbietu brązowa z zielonawym, metalicznym połyskiem. Na pokrywach skrzydeł wyraźny rysunek w kształcie falowanych plam, większych na końcach. Nogi smukłe, stopy wydłużone. Głowa ciemna, tylko u nasady żuwaczek koloru kremowego. Oczy duże, zapewniające bardzo dobry wzrok.

## Pożywienie
Trzyszcz górski jest drapieżnym polifagiem, żywi się głównie mniejszymi owadami. Drapieżne są zarówno owady dorosłe jak i larwy, które ukryte w pionowo wykopanych norkach czyhają na ofiary wciągając je szybko do kryjówki.

## Zachowanie
Sposób poruszania jest szybki, podobny do krótkich skoków. W locie trzyszcze te zwinnością i szybkością reagowania dorównują muchom.